# 滕头村
滕头村是中华人民共和国浙江宁波奉化的一个村庄，隶属于萧王庙街道。滕头村距离奉化城区中心6公里，距离宁波市中心27公里。由于其经济实力和生态建设而于1993年入选联合国环境规划署“全球生态500佳”。2010年，滕头村与溪口镇组成的“宁波溪口-滕头旅游景区”成为中国国家5A级旅游景区。滕头案例入选上海世博会城市最佳实践区，成为唯一入选城市最佳实践区的乡村案例。

## 村名来历
滕头村的村名来源于当地居民的构成。据说，滕头村的村民大都是来自山东滕州傅氏的子孙。傅氏族人南迁到达宁波时，遇海无法前进，因而定居，以“滕州人走到头”之义定村名为滕头村。

## 经济开发
滕头村的经济开发始于1965年。在当时中国大陆兴起的“农业学大寨”的风潮中，开始平整土地，并不顾当时“走资本主义道路”而受到批判的风险种植橘树，开展多种经营。改革开放之初，滕头村已经将原先的低产田改造为高产田。此后，滕头村开始改善村民的居住环境，并开始发展规模经营，利用规模化的优势进行集体生产，将剩余劳动力转移到非农产业中。20世纪90年代末，滕头村开始发展现代农业和观光农业。滕头村的工业开发始于1979年，起步于村办服装厂。2001年成立自己的工业园区。在第三产业方面，滕头村成立了滕头建设有限公司和滕头房地产开发有限公司，进行房地产开发，并成立滕头园林绿化工程有限公司，拥有大规模苗木种植基地，为2008年北京奥运会和2010年上海世博会提供绿化服务。

## 生态保护

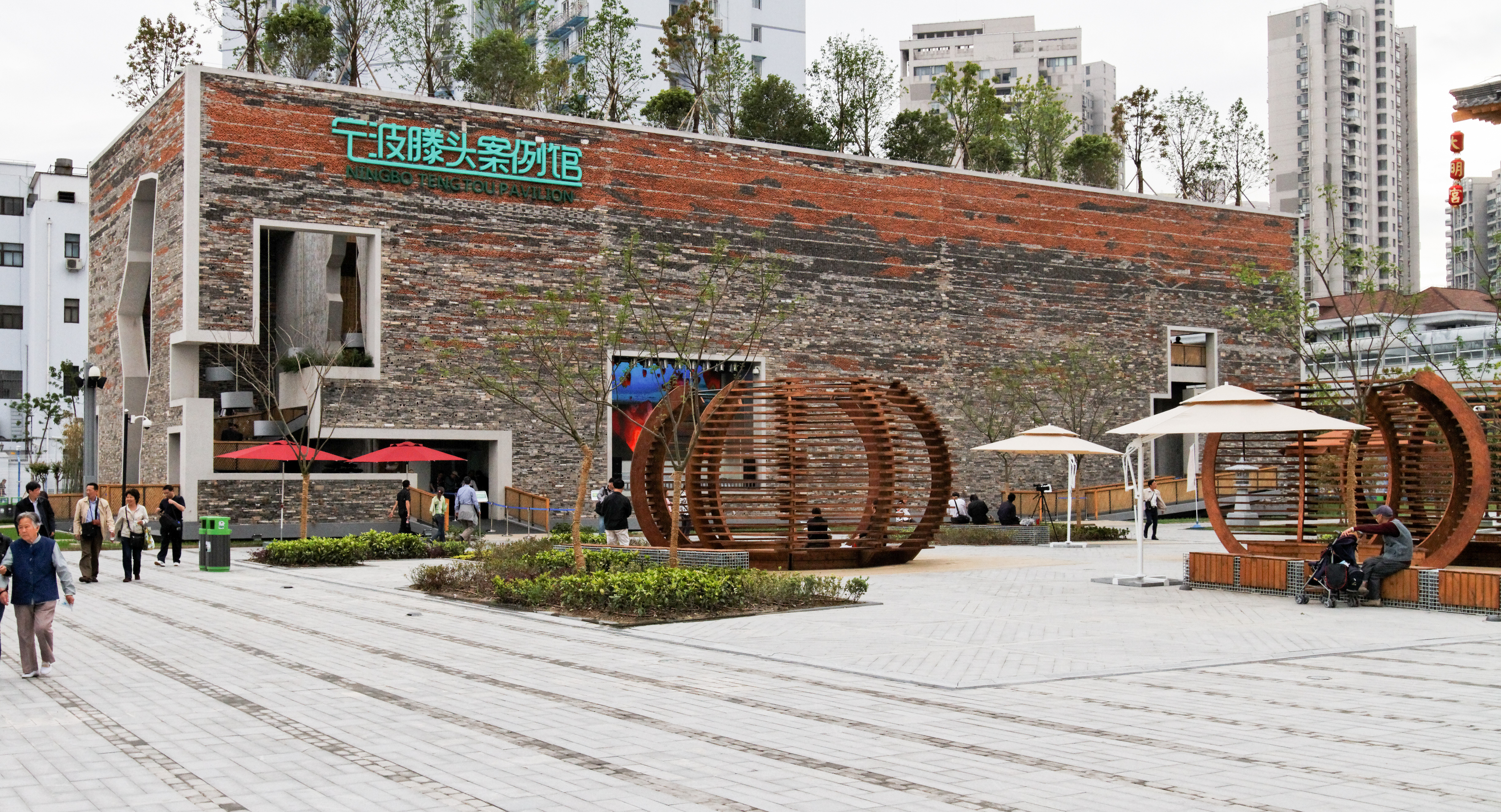
2010年上海世博会宁波滕头案例馆

1993年，滕头村成立世界上最早的乡村环保机构——滕头环境资源保护委员会，对进入滕头的工业企业进行环境保护方面的审核。同时，整个村庄形成了从规划开始的环保措施，工业区域与生活区域相分离。与此同时，滕头村先后进行了液化气普及、绿化和排放控制。1993年获得联合国“全球生态500佳”称号。

## 旅游业
滕头村的旅游开发始于1998年，主要旅游项目为农家乐、盆景园等生态景观。2001年成为中国国家4A级旅游景区，2010年与溪口镇组成的“宁波溪口-滕头旅游景区”成为国家5A级旅游景区。

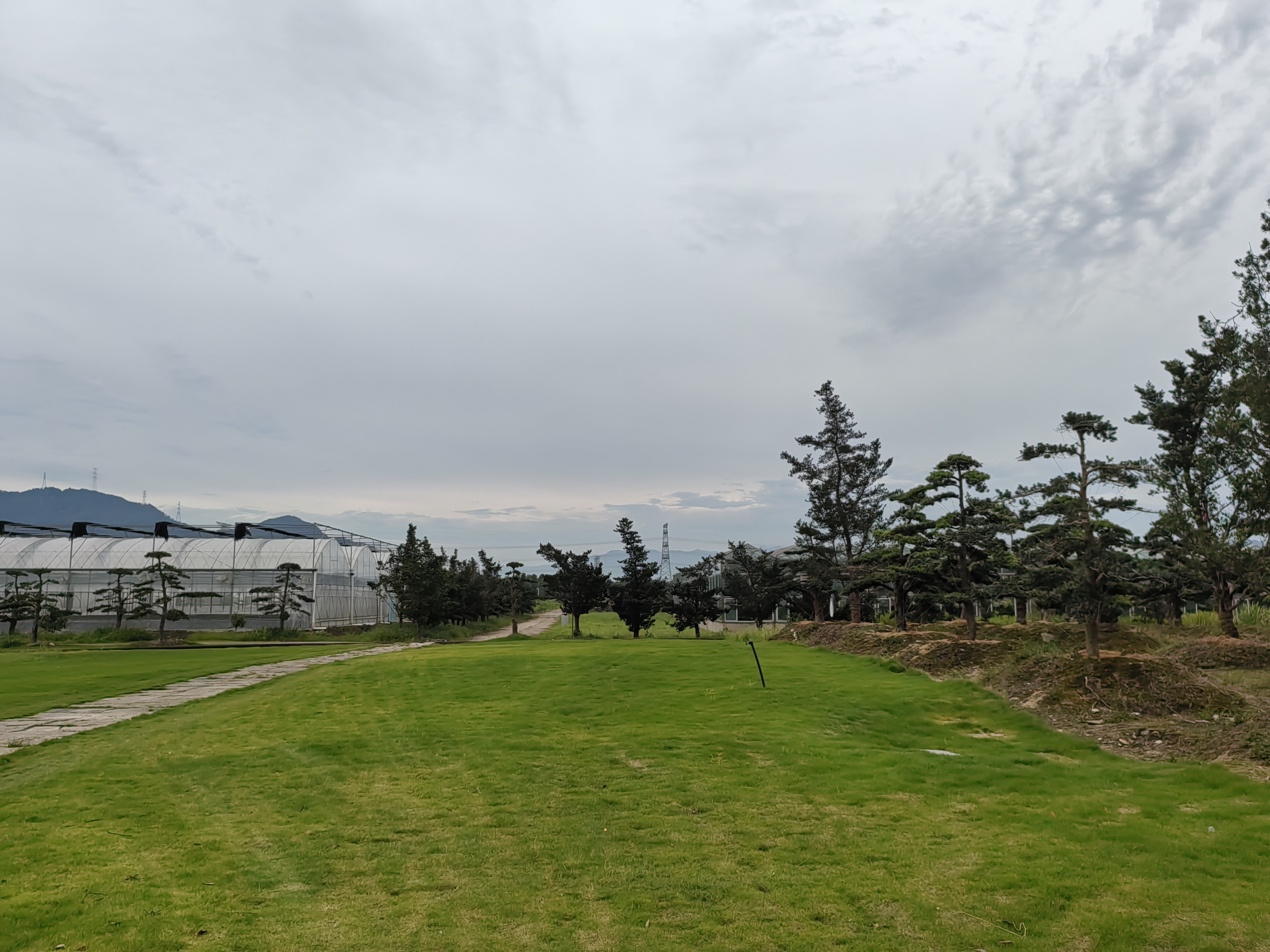
採摘基地
明清奉帮石窗馆
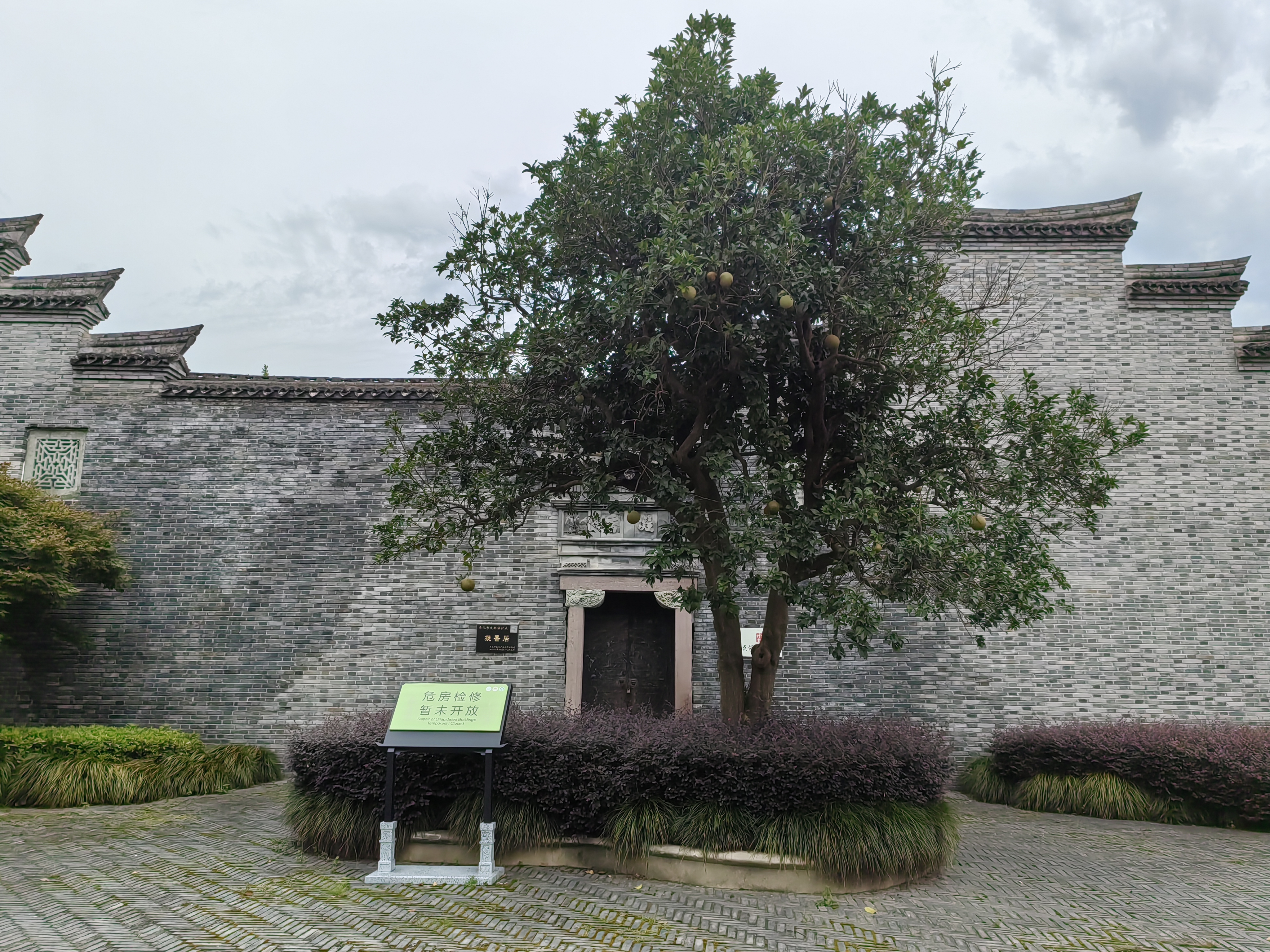
凝香居